# Lea Rabinová
Lea Rabinová (hebrejsky לאה רבין‎, rodným jménem Lea Schlossbergová; 28. dubna 1928 – 12. listopadu 2000) byla mírová aktivistka a vdova po izraelském ministerském předsedovi Jicchaku Rabinovi, který byl zavražděn v roce 1995.

## Biografie
Narodila se v Königsbergu ve Východním Prusku (dnešní Kaliningrad, Rusko) a v roce 1933 podnikla se svou rodinou aliju do britské mandátní Palestiny, kde vyrůstala v Tel Avivu. Se svým budoucím manželem Jicchakem se znala již od svých patnácti let, kdy se o ní v roce 1944 začal ucházet. Nejprve studovala učitelství, ale posléze se stala reportérkou novin elitní úderné jednotky Palmach. Za Jicchaka se provdala 23. srpna 1948 během druhého příměří izraelské války za nezávislost. Společně se jim narodily dvě děti, dcera Dalia (* 1950) a syn Juval (* 1956). Dalia byla v parlamentních volbách v roce 1999 zvolena poslankyní Knesetu za Stranu středu, později Novou cestu a Stranu práce (strana jejího otce) a zastávala funkci náměstkyně ministra obrany.

## Manželka premiéra
Poprvé se její manžel Jicchak stal premiérem v roce 1974, když rezignovala Golda Meirová. V březnu 1977, tedy v době, kdy Izrael směřoval k předčasným parlamentním volbám, do kterých měl jít Jicchak Rabin jako vůdce strany Ma'arach, odhalil novinář deníku Haaretz skutečnost, že Rabinova manželka Lea má v zahraničí dolarový účet z dob, kdy byl Rabin velvyslancem ve Spojených státech. Podle tehdejších zákonů sice bylo pro Izraelce žijící v zahraničí legální mít takový účet, nebylo to však možné pro Izraelce žijící v Izraeli (šlo tedy o čtyři roky, kdy byl účet ilegální). Počátkem dubna byla Lea Rabinová souzena za porušení izraelských zákonů a Rabin následně rezignoval na post předsedy strany a kandidáta na premiéra. Dne 17. dubna byla Lea Rabinová odsouzena „k pokutě ve výši desetinásobku nejvyšší částky na účtu.“

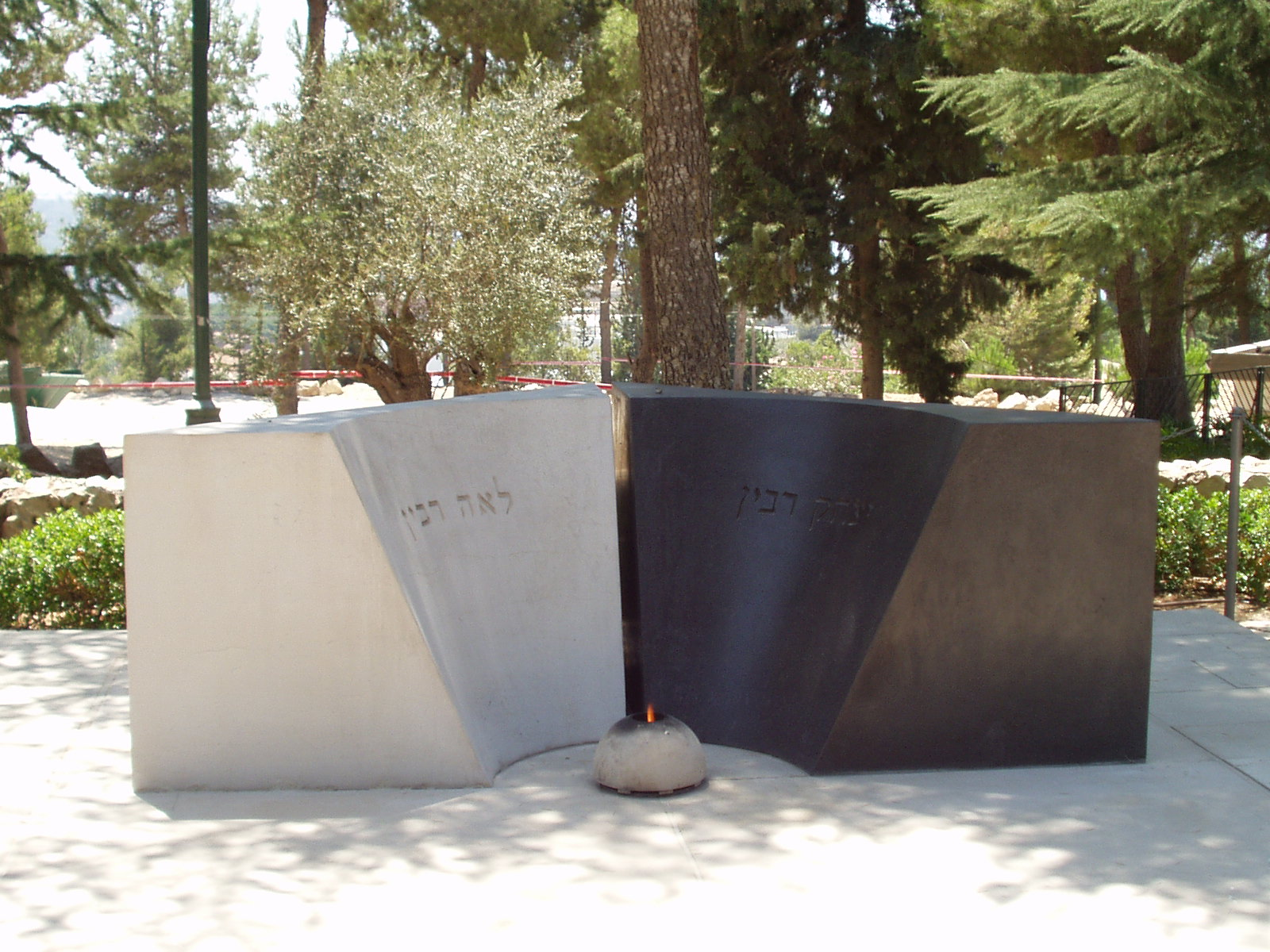
Hrob Jicchaka a Ley Rabinových na Herzlově hoře v Jeruzalémě

Podruhé se její manžel stal premiérem ve volbách v roce 1992. Ve své funkci se výrazným způsobem zasadil o schválení historicky prvních mírových dohod s palestinskou reprezentací, a to v podobě mírových dohod z Osla, díky nimž vznikla Palestinská samospráva. Za jeho mírové úsilí mu byla v roce 1994, společně s Šimonem Peresem a Jásirem Arafatem, udělena Nobelovu cenu míru. Jeho promírové aktivity a územní ústupky v rámci mírových jednání však rozdělily izraelskou společnost. Mezi jádro tvrdých odpůrců Rabinovy politiky, kam se řadila především izraelská pravice a radikální náboženské kruhy, patřil i ortodoxní izraelský student Jigal Amir, který na Rabina v roce 1995 spáchal atentát na velké mírové demonstraci a smrtelně jej zranil třemi výstřely z pistole. Svým zraněním Rabin po převozu do nemocnice podlehl. I po Rabinově smrti zůstala Lea Rabinová aktivní jako mírová aktivistka. V roce 1997 vydala knihu pamětí svého manžela, která vyšla pod názvem Rabin: Our Life, His Legacy.
V premiérských volbách v roce 1996 podporovala Šimona Perese a v předvolební kampani vyzývala Izraelce, aby pro něj hlasovali, aby smrt jejího manžela „nebyla zbytečná.“ Po Peresově prohře vyjádřila zklamání nad výhrou Benjamiana Netanjahua, kterého již dříve kritizovala za vytváření nenávistné atmosféry, která vedla ke smrti jejího manžela. V následujících premiérských volbách v roce 1999 podporovala Ehuda Baraka. Během jeho funkčního období však na něj změnila názor. Stalo se tak zejména proto, že v rámci mírových jednání navrhl územní kompromis v Jeruzalémě.
Lee Rabinové byl diagnostikován karcinom plic a zemřela v roce 2000 v Petach Tikvě ve věku 72 let. Její smrt přišla jen několik dní po pátém výročí manželovy smrti.

## Dílo
- Rabin: Our Life, His Legacy. [s.l.]: G. P. Putnam's Sons, 1997. 320 s. Dostupné online. ISBN 0-399-14217-7. (anglicky)